# Clare (municipal district)
Clare, Municipality of the District of Clare – jednostka samorządowa (municipal district) w kanadyjskiej prowincji Nowa Szkocja powstała 17 kwietnia 1879 na bazie utworzonego w 1861 w hrabstwie Digby dystryktu, jednostka podziału statystycznego (census subdivision). Według spisu powszechnego z 2016 obszar municipal district to: 852,55 km², a zamieszkiwało wówczas ten obszar 8018 osób (gęstość zaludnienia 9,4 os./km²), z czego dla 4775 osób językiem ojczystym był język francuski.